# American Arachnological Society
American Arachnological Society – amerykańskie stowarzyszenie arachnologiczne.
Stowarzyszenie zostało założone 1972 roku w celu promowania współpracy pomiędzy amatorami i profesjonalnymi arachnologami oraz wydawania publikacji. Obecnie stowarzyszenie wydaje newsletter "American Arachnology" oraz czasopismo naukowe "Journal of Arachnology". Wydane zostały również książki, w tym:
- Darrell Ubick, Pierre Paquin, Paula E. Cushing, Vince Roth: Spiders of North America. An Identification Manual". 2005. Brak numerów stron w książce
- Richard Bradley, Steve Buchanan: Common Spiders of North America. 2005. Brak numerów stron w książce
- R. G. Breene: Common Names of Arachnids. Wyd. 5. 2003. Brak numerów stron w książce